# 아이러브 바스켓볼
《아이러브 바스켓볼》은 KBS N 스포츠에서 방송 중인 농구 프로그램이다. 한국여자프로농구(WKBL) 시즌 중 월요일 경기 종료 후에 방송되며, 윤수빈이 진행한다. 줄여서 '알럽바'로도 불린다.

## 방송 목록

### 시즌1
| #  | 방송일           | HI-BALL                                 |
| -- | ---------------- | --------------------------------------- |
| 1  | 2022년 11월 7일  | 신지현                                  |
| 2  | 2022년 11월 14일 | 강유림                                  |
| 3  | 2022년 11월 21일 | 박정은 감독 & 변연하 코치 & 김영화 코치 |
| 4  | 2022년 11월 28일 | 허예은                                  |
| 5  | 2022년 12월 5일  | 김단비                                  |
| 6  | 2022년 12월 12일 | 유승희                                  |
| 7  | 2022년 12월 19일 | 홍아란                                  |
| 8  | 2022년 12월 26일 | 이소희                                  |
| 9  | 2023년 1월 16일  | 이경은                                  |
| 10 | 2023년 1월 30일  | 강이슬                                  |
| 11 | 2023년 2월 6일   | 배혜윤                                  |
| 12 | 2023년 2월 13일  | 정예림                                  |
| 13 | 2023년 2월 20일  | 박지현                                  |
| 14 | 2023년 2월 27일  | 위성우                                  |
| 15 | 2023년 3월 6일   | 김소니아                                |
| 16 | 2023년 3월 19일  | 박소희                                  |
| 17 | 2023년 3월 27일  | 베스트 모음                             |

### 시즌2
| #  | 방송일           | HI-BALL                                 | RE:바운드                                |
| -- | ---------------- | --------------------------------------- | ---------------------------------------- |
| 1  | 2023년 11월 20일 | 우리은행 편 - 위성우 감독 & 박지현 선수 | 불멸의 기록 BEST 6                       |
| 2  | 2023년 11월 27일 | 하나원큐 양인영                         | WKBL 화제의 영상 BEST 5                  |
| 3  | 2023년 12월 4일  | 신한은행 김지영                         | WKBL 끝내주는 버저비터 BEST 5            |
| 4  | 2023년 12월 11일 | 삼성생명 신이슬                         | WKBL 충격의 이적 BEST 5                  |
| 5  | 2023년 12월 18일 | 최윤아                                  | WKBL 고교대전 BEST 4                     |
| 6  | 2023년 12월 25일 | BNK 진안 & 안혜지                       | 크리스마스에 데이트하고 싶은 선수 BEST 6 |
| 7  | 2024년 1월 8일   | 전반기 하이볼 몰아보기                  | 역대 올스타전 명장면 BEST                |
| 8  | 2024년 1월 15일  | KB 박지수                               | WKBL을 주름잡은 황금세대 BEST 4          |
| 9  | 2024년 1월 22일  | 하나원큐 고서연                         | WKBL 역대 최강의 팀 BEST 4               |
| 10 | 2024년 1월 29일  | 우리은행 이명관                         | WKBL 역대 외국인 선수 BEST 4             |
| 11 | 2024년 2월 5일   | 신한은행 이경은                         | WKBL의 늦게 핀 꽃 BEST 5                 |
| 12 | 2024년 2월 12일  | 삼성생명 이주연                         | 설특집 WKBL 스타 신년 운세               |
| 13 | 2024년 2월 19일  | 우리은행 김단비                         | WKBL 코치 열전 BEST 4                    |
| 14 | 2024년 2월 26일  | KB 허예은                               | WKBL 작은 거인 BEST 5                    |
| 15 | 2024년 3월 4일   | 하나원큐 김정은                         | 다음 시즌이 기대되는 선수 BEST 6         |
| 16 | 2024년 3월 11일  |                                         | WKBL 역대 챔피언결정전 명승부 BEST 4     |

### 시즌3
| #  | 방송일           | BALL륨을 높여요      | HI-BALL          |
| -- | ---------------- | -------------------- | ---------------- |
| 1  | 2024년 11월 4일  | 삼성생명 배혜윤      | 삼성생명 이해란  |
| 2  | 2024년 11월 11일 | 우리은행 전주원 코치 | 우리은행 심성영  |
| 3  | 2024년 11월 18일 | 하나은행 박소희      | 하나은행 진안    |
| 4  | 2024년 11월 25일 | BNK 썸 박정은 감독   | BNK 썸 박혜진    |
| 5  | 2024년 12월 2일  | KB 스타즈 강이슬     | KB 스타즈 나윤정 |
| 6  | 2024년 12월 9일  | 신한은행 최이샘      | 신한은행 이경은  |
| 7  | 2024년 12월 16일 | 미방분               | 미방분           |
| 8  | 2025년 1월 6일   | 삼성생명 이주연      | 삼성생명 강유림  |
| 9  | 2025년 1월 13일  | BNK 썸 이소희        | BNK 썸 김소니아  |
| 10 | 2025년 1월 20일  | 우리은행 김단비      | 우리은행 한엄지  |

## 비고
1. ↑  일요일에 방송됨.
2. ↑  19:50에 방송됨.
3. ↑  20:00에 방송됨.
4. ↑  18:00에 방송됨.